# Yekta Uzunoğlu
Yekta Uzunoğlu (kurde: Yekta Geylanî) (né en 1953, Silvan, Diyarbakır (kurde: Farqîn / Diarbekir), médecin, écrivain,, militant des droits de l'homme, traducteur et entrepreneur,

## Biographie
Il est né en 1953 à Silvan, Diyarbakır. En 1971, il part en France pour faire des études supérieures. Après que l'aide financière de sa famille ait été refusée par la junte de 1971 en Turquie, il est allé à Prague pour étudier la médecine. Entre 1972 et 1979, il a obtenu une bourse du prince kurde Kamuran Ali Bedirhan pour compléter sa formation médicale à l'Université Charles de Prague. En 1979, il est diplômé de l'Université Charles et est devenu médecin.
Yekta Uzunoğlu s'installe à Paris pour étudier le français, puis à partir de 1972 à ce jusqu'en 1979 et grâce à une bourse accordée par le dernier prince kurde Celadet Bedirhan, il étudie la médecine générale à Université Charles. En 1975, le régime de Gustav Husak commence à remettre des étudiants kurdes à Saddam Hussein. Uzunoğlu se trouvait alors intégré dans un groupe d'étudiants kurdes ayant organisé une grève de la faim illégale dans l'enceinte de l'ambassade de Suède à Prague. Pendant ses études, il publie ses écrits sur les Kurdes chez l'éditeur illégal Ararat qu'il a fondé en 1976. Après avoir terminé ses études, il est expulsé de la République tchèque et retourne à Paris. Il abandonne sa bourse de recherche dans le prestigieux Institut Pasteur et s'engage avec Médecins sans frontières comme bénévole. Dès lors, il crée de nombreux hôpitaux ruraux au Kurdistan iranien alors en rébellion contre la République islamique d'Iran nouvellement créée. En raison de son implication dans la question kurde, la Turquie lui confisque son passeport, et le statut de réfugié politique lui a été accordé en Allemagne dès 1981. Deux ans plus tard, il est l'un des membres fondateurs de l'Institut Kurde de Paris et de l’Institut Kurde de Bonn qu'il dirige jusqu'en 1988. Résidant permanent en République Tchèque, il détient la nationalité allemande depuis 1996.

## Activités Politiques
Après avoir terminé ses études à Prague, il n’a pas réussi à prolonger le visa en République socialiste tchécoslovaque, ainsi, il est revenu à Paris. Il a renoncé à la bourse de recherche à l’Institut Pasteur de prestige et il est parti comme volontaire des Médecins sans frontières au Kurdistan iranien pour y fonder des hôpitaux roulants, à cette époque-là, un soulèvement contre la nouvelle République islamique d’Iran s’est déroulé. Il a dépossédé son passeport turc à la suite de son engagement lié à la question kurde. En 1981, on lui a accordé le statut de réfugié en République fédérale d’Allemagne. Deux ans plus tard, il est devenu l’un des membres fondateurs de l’Institut Kurde de Paris. Il a créé aussi à la fois Kurdiches Institut à Bonn où il travaillait comme directeur jusqu’à 1988. Actuellement, il exerce le travail de fondateur et de président de la société Pour Kurdistan en République tchèque.
En 1987, il a projeté une émission kurde de Radio Monte-Carlo, diffusée dans le monde entier. Ce projet a été effectué à l’aide de l’Église protestante. À cette époque-là, la langue kurde a été interdite en Turquie. Il a fait des conférences pendant deux années en Europe, orientées aux problèmes kurdes, aux droits de l’homme, aux droits culturels des minorités, aux droits des Roms, il a parlé de la nécessité de prêter une psychothérapie aux personnes torturées aux pays de dictateur etc.
À partir de la fin de l’année 1988, il est devenu la cible des agressions des fanatiques islamiques provenant d’Iran et de Turquie, du parti fasciste turque et des partisans de Saddam Hussein.
Peu après la Révolution de velours, il est revenu en République fédérale tchécoslovaque, où il a, vers la fin de l’année 1990, créé une filiale de sa société commerciale. En 1990, il a signé le contrat avec la société ŠKODA-Praha.  La société de M. Uzunoglu est devenue après la signature du contrat le représentant exclusif de la société ŠKODA-Praha sur le territoire du Moyen-Orient.
En 1991, il a commencé à organiser au Palais de culture à Prague régulièrement des séminaires internationaux, orientés aux réformes économiques en République fédérale tchécoslovaque. M. Václav Klaus, futur Président, y a fait des conférences assez souvent. C’est M. Uzunoglu qui a financé ces activités par ses propres moyens. Il a publié des dizaines d’articles aux journaux, concernant la protection et la défense des droits de l’homme dans le monde entier. Un an plus tard, il a pris part significative à la signature du contrat bilatéral entre la République fédérale tchécoslovaque et la République turque concernant la collaboration dans le domaine de la lutte contre le crime organisé. Il est coauteur du livre « Perspectives économiques de la République tchèque » (ensemble avec beaucoup d’économistes importants de la Rép. tchèque). En 1993, il a créé une autre société commerciale et de fabrication, en République tchèque, en Allemagne et en Turquie.
En 1993, il a pu, pour la première fois en 23 ans, visiter sa famille en Turquie.
Le 13 septembre 1994, il a été arrêté par les membres du Département pour la lutte contre le crime organisé,, Le chef de la police qui a arrêté Yekta Uzunoglu s'appelle Opava. Entre-temps, il a été condamné à quatorze ans parce qu'il a été le chef du plus grand gang de ce pays, le gang de Berdych.L'affaire traîne en longueur et suscite de plus en plus de critiques. Une pétition en sa faveur est signée par de nombreuses personnalités politiques tchèques. L'ancien président Václav Havel lui manifeste son soutien et se joint à sa grève de la faim. Le verdict attendu pendant treize ans ne tombe que le 31 juillet 2007. Selon la présidente de la Cour municipale de Prague, Felicia Hruskova, rien ne prouve que Yektu Uzunoglu ait pris part aux crimes dont il a été accusé. L'acquitté ne cache pas sa satisfaction. L'affaire montre cependant sous un mauvais jour les coulisses de la police et de la justice tchèques. Selon Eva Dobrovolna, d'Amnesty International, son organisation a constaté plusieurs vices de procédure : « Outre les atermoiements du procès, nous avons constaté aussi d'autres vices de procédure, notamment en ce qui concerne le droit de convoquer et d'interroger les témoins ainsi que le droit à une défense efficace. Le docteur Uzunoglu affirme également avoir été soumis au cours de l'instruction à la torture et à la terreur psychique. »
En octobre 2015, M. Uzunoglu a organisé la visite du député européen, M. Jaromír Štětina, à Kobane, à l‘invitation des forces armées kurdes syriennes YPG et YPJ. Ils ont ensemble traversé 800 km à travers la Rojava, Kurdistan syrien. M.  Jaromír Štětina, en sa qualité de vice-président du sous-comité du Parlement européen a invité le représentant des Kurdes syrien et de leurs organisations YPG et YPJ à visiter le Parlement européen et la session du comité, pour y témoigner de la situation sur place,. 

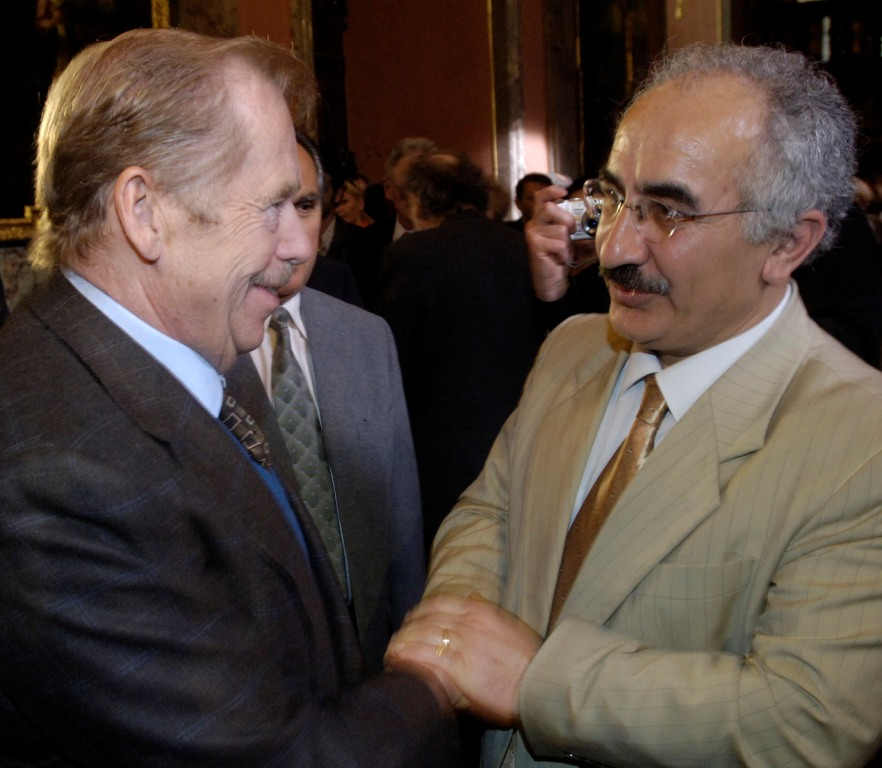
Yekta Uzunoğlu avec Václav Havel, 2006

Le 23 avril 2016, M. uzunoglu a visité, ensemble avec un groupe de journalistes tchèques, la première ligne des Kurdes au Kurdistan irakien.

## Prix
Il a reçu le prix František Kriegel, décerné une fois par an par la fondation "Charte 77" en République Tchèque - en raison de son courage civique. Le président de la République tchèque, M. Václav Havel, a remis le prix à Yekta Uzunoglu lors d'une cérémonie à laquelle ont assisté des centaines de personnalités les plus illustres d'Europe. En République tchèque, il a été le premier étranger à recevoir cet honneur,,.

## 2017 Arrestation de Yekta Uzunoglu
Le 28 avril 2017, Yekta Uzunoglu fût arrêté près de Prague à son domicile et libéré le lendemain. Selon Uzunoglu lui-même ce fût l'ambassade de Turquie à Prague qui incita la police tchèque à procéder à son arrestation. Des informations détaillées des événements furent rapportés par l'agence de presse kurde Bakur. 
Le juge rapporteur prof. Dr ès Droits Jan Filip a déclaré lors de son verdict du 13 février 2018 de la cour constitutionnelle de la République Tchèque que l’arrestation de Yekta Uzunoglu le 28 avril 2017 était anticonstitutionnel,,,. La Cour constitutionnelle de la République tchèque avec sa déclaration du 13 février 2018 publiée sous le dossier: III. 1920S 1920/17, avec le rapporteur Prof. dr. JUDr. Jan Filip CSc. a déclaré que l'arrestation de Yekta Uzunoglu le 28 avril 2017 avait été anticonstitutionnelle.

## Mandat D'arrêt de la Turquie en 2019
En 2015, Dr. Yekta Uzunoglu, à la demande de Jaromír Štětina, vice-président de la Commission de sécurité et de défense du Parlement européen, s'est rendu dans le nord de la Syrie pour examiner l'état de la guerre contre l'Etat islamique. La Turquie a émis un mandat d'arrêt contre Uzunoğlu en janvier 2019 en raison des photos partagées par Jaromir Stetina sur son Twitter et sur la page WEB officielle du Parlement européen et Yekta Uzunoğlu sur son Twitter. Dr. Amnesty International, des parlementaires européens, le club PEN kurde et de célèbres personnalités tchèques ont mis en garde les gouvernements tchèque et allemand de ne pas livrer Yekta Uzunoglu à la Turquie.

## Allégations de l'implication du gouvernement Turc
Yekta allègue que les accusations de police portées contre lui faisaient partie d'un complot orchestré par le gouvernement turc sous Tansu Çiller et d'anciens communistes, dont l'ancien ministre tchécoslovaque des Affaires étrangères Jaromin Johanes qui vit maintenant en Turquie.

## Publications
- Siverek Kültür Gazetesi (Journal de La Culture Siverek) - avec Necati Siyahkan, 1977[27]
- Ronahi (Lumière) - Magazine Kurde, 1971-1973
- Láska u Kurdů (L'amour aux Kurdes) - Langue tchèque, publié en 1976-1979 samizdat, disponible dans Libri Prohibiti Library
- Země Kurdů (Le pays des Kurdes) -  Langue tchèque, publié en 1976-1979 samizdat, disponible dans Libri Prohibiti Library
- Legenda o Kurdech (La légende des Kurdes) -  Langue tchèque, publié en 1976-1979 samizdat, disponible dans Libri Prohibiti Library
- Le problème Kurde - Par le professeur Joyce Blau, Sorbonne Université - Prague, 1977
- Kurdische Alphabet (Alphabet Kurde) - Bonn, 1982
- MEHDI ZANA MUSS GERETTET WERDEN (MEHDI ZANA DOIT ÊTRE SAUVEGARDÉ) - Bonn, 1982
- Der kulturelle Völkermord an den Kurden in der Türkei (Génocide Culturel des Kurdes en Turquie) - Bonn, 1982
- Brochure Passion der Kurden" (Passion des Kurdes) - avec le Prof. Pfeipfer comme co-éditeur. Publié par l'Université de Dortmund et Institut kurde de Bonn - Bonn, 1984
- Musîka Kurdî-Kurdische Musik (Musique Kurde) - avec Kendal Nezan - Bonn, 1985
- Hey lê - bi kurdî binivîsîne. (Hey Lady, s'il vous plaît écrivez en kurde) - Bonn, 1985
- Kürdün Türküsü (Une chanson de Kurde') - écrit par Ihsan Aksoy. Bonn, 1985
- Kovara Mizgîn - 1983 / 1984 / 1985 - Institut kurde de Bonn
- Plandayîna Malbatê (La planification familiale) - Yekta Uzunoglu: auteur et éditeur. Co-éditeurs: PRO FAMILIA, Allemagne et WOOD Londres, Royaume-Uni., Bonn, 1985
- Dictionnaire Kurde-Allemand et Allemand-Nurdence - 1987
- První Pomoc Na Místě Nehody (Premiers soins sur le site de l'accident) - publié par l'Institut kurde de Bonn. Language: German. - German Red Cross and Ministry of Health, Transport, Defense, Labor, Welfare and more, 1984
- Poradce pro Kurdské ženy v SRN (Femmes kurdes en Allemagne) - Livret bilingue pour femmes immigrées, rédigé et conseillé par Yekta Uzunoğlu, 1984[28]
- Wenn Man ins Krankenhaus Musst (Quand tu dois aller à l'hôpital) - Editeur: Croix-Rouge Allemande et Institut Kurde de Bonn, 1984
- Antologie kurdské Hudby (Anthologie de la Musique Kurde) - Se compose de 8 cassettes contenant de la musique kurde authentique. C'était la plus grande anthologie de son temps. - 1984
- Příběh člověka v Exilu “Osud M. Karataše" (Le destin de M. Karataş - Une Histoire d'un Homme en Exil) - Publié sous forme de livre et de cassette pour les Kurdes analphabètes. Bonn, 1985
- Kurdische Volksdichtung (Poésie Populaire Kurde') - Thomas Bois: Institut Kurde de Bonn, 1986[29]
- Kurdische Grammatik (Grammaire Kurde) - D. N. MacKenzie: Institut Kurde de Bonn, 1986
- Îsa Diçe Qudisê (Jésus à Jérusalem) - Bonn, 1986
- Îsa Can Dide Mirîya (Jésus ressuscite les morts') - Bonn, 1986
- Yûnis (Jonah) - Bonn, 1986
- Kurdská Přísloví (Dictons kurdes) - Avec le prologue du Dr Tomaš Vrba - Prague, 1993[30]
- Ekonomické Perspektivy ČR (Perspectives économiques de la République tchèque) - V.Klaus, Ivan Kočárník, Karel Dyba J.Zieleniec, J.Lux et autres: Meridian Publishing House, Prague, 1993
- Ein Kurde im Mahlwerk des Übergangs. Ein Bericht aus Tschechien (Un Kurde en Pleine Transition - Un Rapport de la République Tchèque) - Prologue de Bernhard von Grünberg - avec présentation de František Janouch, 2007
- Výpověď(Témoignage) -  Akropolis, Prague, 2008[31]
- Islamistický Trojský Kůň v České Republice (Cheval de Troie islamique en République tchèque) - Ostrava: Česká expedice, 2017[32]
- Zindandan Çığlıklar - Qirîna Zindanan - (Cris du Donjon) - Le livre de Yekta Uzunoğlu qui est le premier livre qu'il a publié en Turquie - İzan Publishing House, 2021
- Apê Mûsa 100 Yaşında! - (Musa Anter a 100 ans!) - Un livre écrit à la mémoire de Musa Anter, qui a réuni Yekta Uzunoğlu et de nombreux auteurs bien connus, Aram Publishing House, 2020
- Nataşa - Le livre de Necati Siyahkan réédité avec la préface de Yekta Uzunoğlu, İzan Publishing House, 2021[33]
- Bîranîn - Il s'agit du premier livre kurde publié en Turquie dans lequel Yekta Uzunoğlu a publié ses mémoires sur les personnalités kurdes. Sitav Publishing House, 2021[34]

```
TRADUCTIONS EN KURDE
```

- Karel Čapek
  - R.U.R - La traduction en kurde a été achevée par le Dr Yekta Uzunoglu en 1977 alors qu'il étudiait la médecine à l'Université Charles de Prague.
  - Matka (La Mère) -  La traduction en kurde a été achevée par le Dr Yekta Uzunoglu en 1977 alors qu'il étudiait la médecine à l'Université Charles de Prague.
  - Bílá Nemoc (La Maladie Blanche) -  La traduction en kurde a été achevée par le Dr Yekta Uzunoglu en 1977 alors qu'il étudiait la médecine à l'Université Charles de Prague.
  - 1974
- Molière
  - Le Mariage Forcé - La traduction en kurde a été achevée par le Dr Yekta Uzunoglu en 1977 alors qu'il étudiait la médecine à l'Université Charles de Prague.
  - 1979
- Évangile selon Luc, Bonn 1985
- Évangile selon Marc, Bonn 1985
- Création (Bible), Bonn
- Livre de l'Exode, Bonn 1987

```
TRADUCTIONS EN TCHÈQUE
```

- 33 kurşun -(33 Balles) - Traduction et publication du livre d'Ahmed Arif en tchèque, 2014 - Publié par le PEN Club
- Touhou Po Tobě Mi Pouta Zrezavěla (Ahmed Arif - Hasretiden Prangalar Eskittim) - 2009, Prague - Publié par le PEN Club

## Liens Externes
- Fichiers multimédias sur le thème de Yekta Uzunoğlu
- Liste des œuvres écrites - traduites par Yekta Uzunoğlu dans le catalogue de l'Union de la République tchèque
- Yekta Uzunoğlu - Wikiquote (tchèque)
- Blog iDNES
- Blog du Parlement tchèque
- Blog personnel de Yekta Uzunoğlu
- Liste des publications et activités d'édition de Yekta Uzunoğlu
- « Yekta Uzunoglu - Vyd. - publ. čin. », sur web.archive.org, 18 février 2012 (consulté le 24 avril 2021)
- Archives de photos de Yekta Uzunoglu - Compte Pinterest personnel